# LiveLib
LiveLib (Жива бібліотека, Лайвлиб) — російськомовний інтернет-проєкт, соціальна мережа, присвячена літературі. Сайт надає інформацію про книги, письменників, видавництва, бібліотеки. Є одним з найбільш відвідуваних порталів Рунету в галузі літератури.

## Опис сайту
Сайт надає можливості ведення читацьких щоденників, обговорення книг; публікує рейтинги користувацьких переваг, інформацію про книжкові новинки та літературні новини, твори й видання, авторів книг, видавництва і видавничих серій книг, бібліотеки. Основний контент сайту створюється користувачами. Користувачі можуть спілкуватися на форумі, грати в різні літературні ігри, брати участь у конкурсах і навіть отримувати реальні призи. Також завдяки даному сервісу між читачами здійснюється обмін літературою.

### Історія
Проєкт був створений в 2006 і запущений в лютому 2007 року. У березні в Рунеті з'явилися перші згадки та публікації про LiveLib.ru. На початку квітня 2007 року реєстрація на сайті стала відкритою. На момент створення LiveLib був єдиною з мереж, яка пропонувала користувачам розміщувати у своїх блогах графічний віджет. У жовтні був опублікований віджет для WordPress. Восени 2011 року були відкриті «Роздачі». В цьому розділі автори та видавництва розміщують найменування та кількість примірників книг, які віддаються в дар користувачам сервісу, шляхом розіграшу серед охочих випадковим чином. У липні 2013 року був запущений розділ «Бібліотеки». У жовтні того ж року розробники презентували офіційний додаток сайту на OS Android, а в серпні 2014 для iOS. Навесні 2015 року був даний старт глобального редизайну сайту, який триває досі. Станом на квітень 2016 року вже був видозмінений загальний інтерфейс сайту, зовнішній вигляд сторінок книг і творів, профілю користувача, додані нові функції і оновлений рекомендаційний сервіс. З грудня 2016 року основна структура сайту було поступово переведено до Групи. У червні 2017 року доданий новий розділ «Літературні премії».

## Нагороди

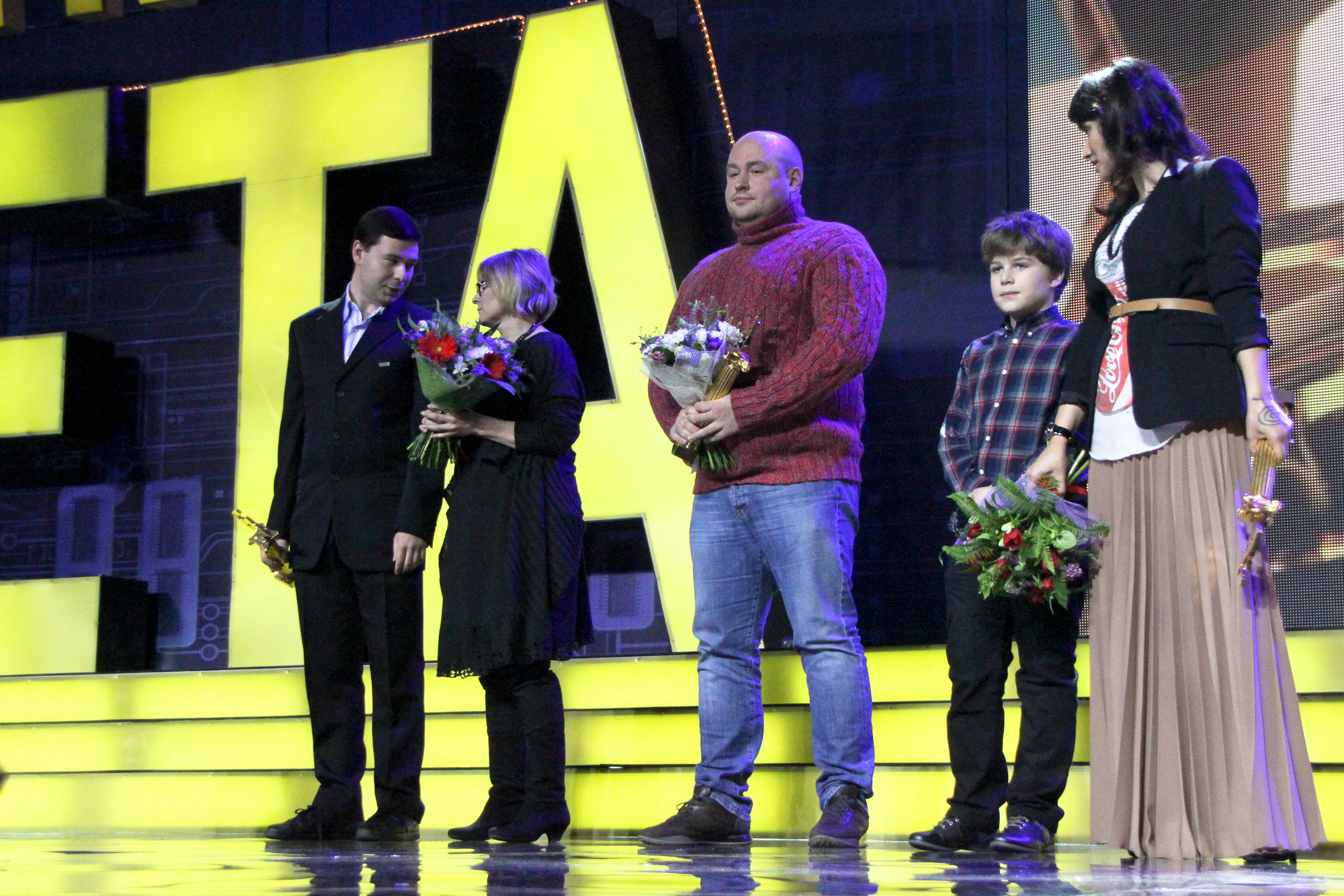
Премія Рунета-2011. Лауреат в номінації «Наука і Освіта» — соціальна мережа читачів книг LiveLib.ru. Праворуч Тіна Канделакі з сином Леонтієм.

У листопаді 2011 року LiveLib став лауреатом «Премії Рунету» в номінації «Наука й освіта», отримавши спеціальний приз «За найбільшу колекцію рецензій». На рецензії Лайвлиба посилаються автори та видавництва.

## Статистика
Станом на липень 2017 року:
- сервісом користуються понад 1,3 мільйона читачів;
- в базі сайту понад 2 млн книг;
- у колекції користувачів додано близько 27 млн. видань;
- залишено 754 тис. читацьких рецензій на книги;
- додано близько 1,3 мільйона цитат з книг;
- складено 282 тис. збірок на різні теми;
- написано близько 18 тис. історій про книги;
- користувачами куруються понад 36 тис. авторів та 14 тис. книг;
- проведено 160 конкурсів і розіграно 4 тисячі книг в безоплатних роздачах.